# فرانتيسيك زاك
فرانتيسيك زاك (بالتشيكية: František Alexandr Zach)‏ هو دبلوماسي تشيكي، ولد في 1 مايو 1807 في برنو في التشيك، وتوفي بنفس المكان في 14 يناير 1892.